# Tresignana
Tresignana (Trasgnàna in dialetto ferrarese) è un comune italiano sparso di 7 007 abitanti della provincia di Ferrara in Emilia-Romagna. È stato istituito il 1º gennaio 2019 dalla fusione dei comuni di Tresigallo (sede comunale) e Formignana.

## Storia

### Simboli
Il comune di Tresignana non ha ancora adottato un emblema. Nel 2021 è stato indetto bando per ideare lo stemma del nuovo ente locale.

## Monumenti e luoghi d'interesse

### Architetture religiose
- Chiesa di Sant'Apollinare Vescovo e Martire nella frazione di Tresigallo
- Chiesa di San Pietro Apostolo a Rero nella frazione di Tresigallo
- Chiesa di Santo Stefano a Formignana

## Società

### Evoluzione demografica
Abitanti censiti

## Amministrazione
Di seguito è presentata una tabella relativa alle amministrazioni che si sono succedute in questo comune.
| Periodo        | Periodo        | Primo cittadino | Partito                         | Carica  | Note  |
| -------------- | -------------- | --------------- | ------------------------------- | ------- | ----- |
| 27 maggio 2019 | 24 giugno 2024 | Laura Perelli   | lista civica di centro-sinistra | Sindaco | [ 6 ] |
| 24 giugno 2024 | in carica      | Mirko Perelli   | lista civica di centro-destra   | Sindaco |       |